# VG-4.5
La Vía de Alta Capacidad Moaña-Cangas de Morrazo o Acceso a Cangas de Morrazo es una vía para automóviles de la Junta de Galicia que transcurre entre Moaña y Cangas de Morrazo, diseñada como una carretera limitada a 90 km/h para ser una vía de corta distancia y de poca Intensidad media diaria (IMD). No cumplen los estándares de doble calzada (autovía), ni esta previstada para la duplicación de esta dicha vía. La longitud de este tramo es de 2,41 kilómetros.
Forma parte del ramal del corredor gallego de Morrazo (CG-4.1) en el tramo final de la autovía AG-46 y es el acceso a Cangas de Morrazo desde Moaña y el corredor de Morrazo fue inaugurado en 2005, entre la autopista de peaje (AP-9) y Menduíña.

## Tramos
| Denominación | Tramo                                   | Kilómetros | Año servicio |
| ------------ | --------------------------------------- | ---------- | ------------ |
| VG-4.5       | CG-4.1 Moaña - PO-554 Cangas de Morrazo | 2,4        | 2005         |

## Salidas
| Velocidad | Esquema | Salida | Sentido Cangas de Morrazo                                                                                               | Carriles | Sentido Moaña (CG-4.1) | Carretera | Notas |
| --------- | ------- | ------ | --- | -------- | --- | --------- | ----- |
|           |         |        | Comienzo de Vía de Alta Capacidad Moaña-Cangas VG-4.5 Procede de: CG-4.1 Moaña                                          |          | Fin de Vía de Alta Capacidad Moaña-Cangas VG-4.5 Incorporación final CG-4.1 Dirección final: CG-4.1 Bueu Aldán AG-46 Moaña E-1 AP-9 Vigo Pontevedra | CG-4.1    |       |
|           |         |        | viaducto de Ameixoada 468 metros                                                                                        |          | viaducto de Ameixoada 468 metros |           |       |
|           |         | 1      | Casal EP-1104 Ameixoada Coiro                                                                                           |          | Casal EP-1104 Ameixoada Coiro | EP-1104   |       |
|           |         |        | Fin de Vía de Alta Capacidad Moaña-Cangas VG-4.5 Dirección final: C.E.I.P. A Rúa PO-551 Cangas de Morrazo EP-1001 Coiro |          | Inicio de Vía de Alta Capacidad Moaña-Cangas VG-4.5 Procede de: PO-554 Cangas de Morrazo                                                            | PO-554    |       |